# Bộ Hoa tím

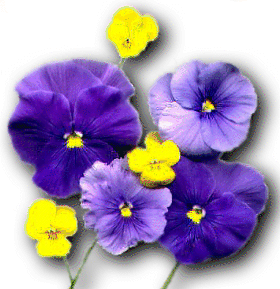
Hoa vi ô lét có màu lam tím

Bộ Hoa tím (Violales) là một danh pháp để chỉ một bộ thực vật có hoa. Tên gọi này được sử dụng trong một số hệ thống phân loại thực vật, mặc dù tên gọi Parietales là phổ biến hơn cho các loại thực vật trong nhóm này. Trong phiên bản năm 1981 của hệ thống Cronquist nó là một bộ thuộc phân lớp Dilleniidae với định nghĩa như sau:
- Bộ Violales
Họ Achariaceae → bộ Malpighiales
họ Ancistrocladaceae → bộ Caryophyllales
họ Begoniaceae → bộ Cucurbitales
họ Bixaceae → bộ Malvales
họ Caricaceae → bộ Brassicales
họ Cistaceae → bộ Malvales
họ Cochlospermaceae → bộ Malvales (có thể đưa vào trong họ Bixaceae)
họ Cucurbitaceae → bộ Cucurbitales
họ Datiscaceae → bộ Cucurbitales
họ Dioncophyllaceae → bộ Caryophyllales
họ Flacourtiaceae → đưa vào họ Salicaceae, trong bộ Malpighiales
họ Fouquieriaceae → bộ Ericales
họ Frankeniaceae → bộ Caryophyllales
họ Hoplestigmataceae → vị trí không chắc chắn
họ Huaceae → nhánh Hoa hồng thực thụ I (eurosids I)
họ Lacistemataceae → bộ Malpighiales
họ Loasaceae → bộ Cornales
họ Malesherbiaceae → bộ Malpighiales (có thể đưa vào trong họ Passifloraceae)
họ Muntingiaceae → bộ Malvales
họ Neumanniaceae → ?
họ Oceanopapaveraceae → ?
họ Passifloraceae → bộ Malpighiales
họ Peridiscaceae → bộ Malpighiales
họ Plagiopteraceae → nằm trong họ Celastraceae, thuộc bộ Celastrales
họ Scyphostegiaceae → nằm trong họ Salicaceae, thuộc bộ Malpighiales
họ Stachyuraceae → bộ Crossosomatales
họ Tamaricaceae → bộ Caryophyllales
họ Tetramelaceae → bộ Cucurbitales
họ Turneraceae → bộ Malpighiales (có thể đưa vào trong họ Passifloraceae)
họ Violaceae → bộ Malpighiales